# Loopgraafvoet
Onder loopgraafvoeten wordt het opzwellen, infecteren en afsterven van de voet door de vochtige en onhygiënische omstandigheden verstaan. De term duikt vaak op wanneer het gaat over de Eerste Wereldoorlog, waarin de soldaten, die vaak zeer lange tijden moesten bivakkeren in de loopgraven, last kregen van deze ziekte als gevolg van de modder en de onhygiënische toestanden. De aandoening is echter ook gesignaleerd in de Napoleontische Oorlogen en zelfs op meerdaagse popfestivals.
De soldaten waren gedwongen dagen in de modder in dezelfde laarzen en sokken te lopen. Voeten bleven vochtig, gingen opzwellen en infecteren, en werden in het ergste geval gevoelloos en ten slotte zwart (necrose). In zo'n geval was amputatie de enige oplossing. Vanaf 1915 werd het verplicht gesteld om voldoende schone sokken mee te nemen, en werd erop toegezien dat men niet telkens in dezelfde sokken bleef rondlopen. Dit deed het aantal gevallen van loopgraafvoeten afnemen.

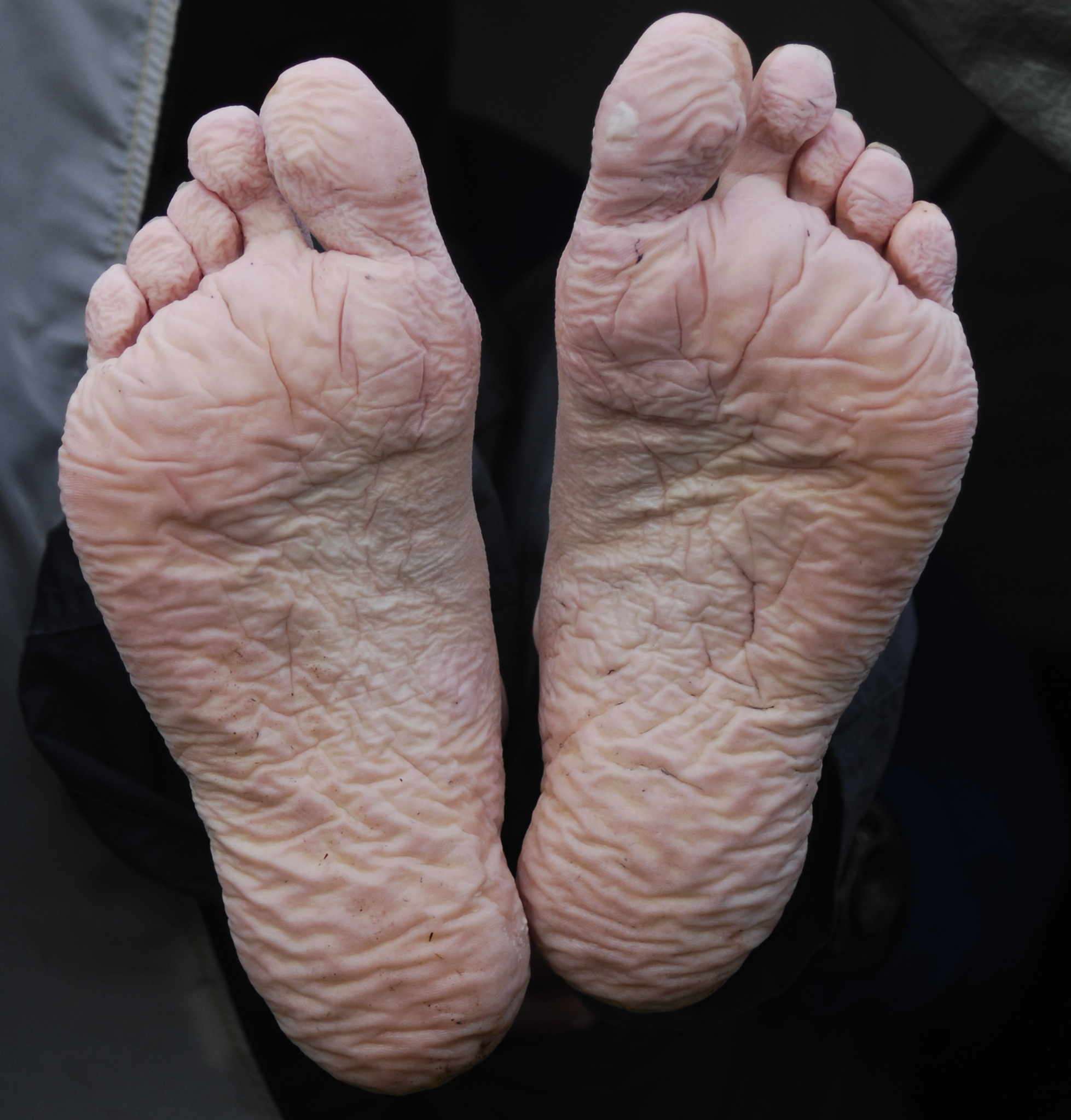
Milde vorm van loopgraafvoeten